# Pahu

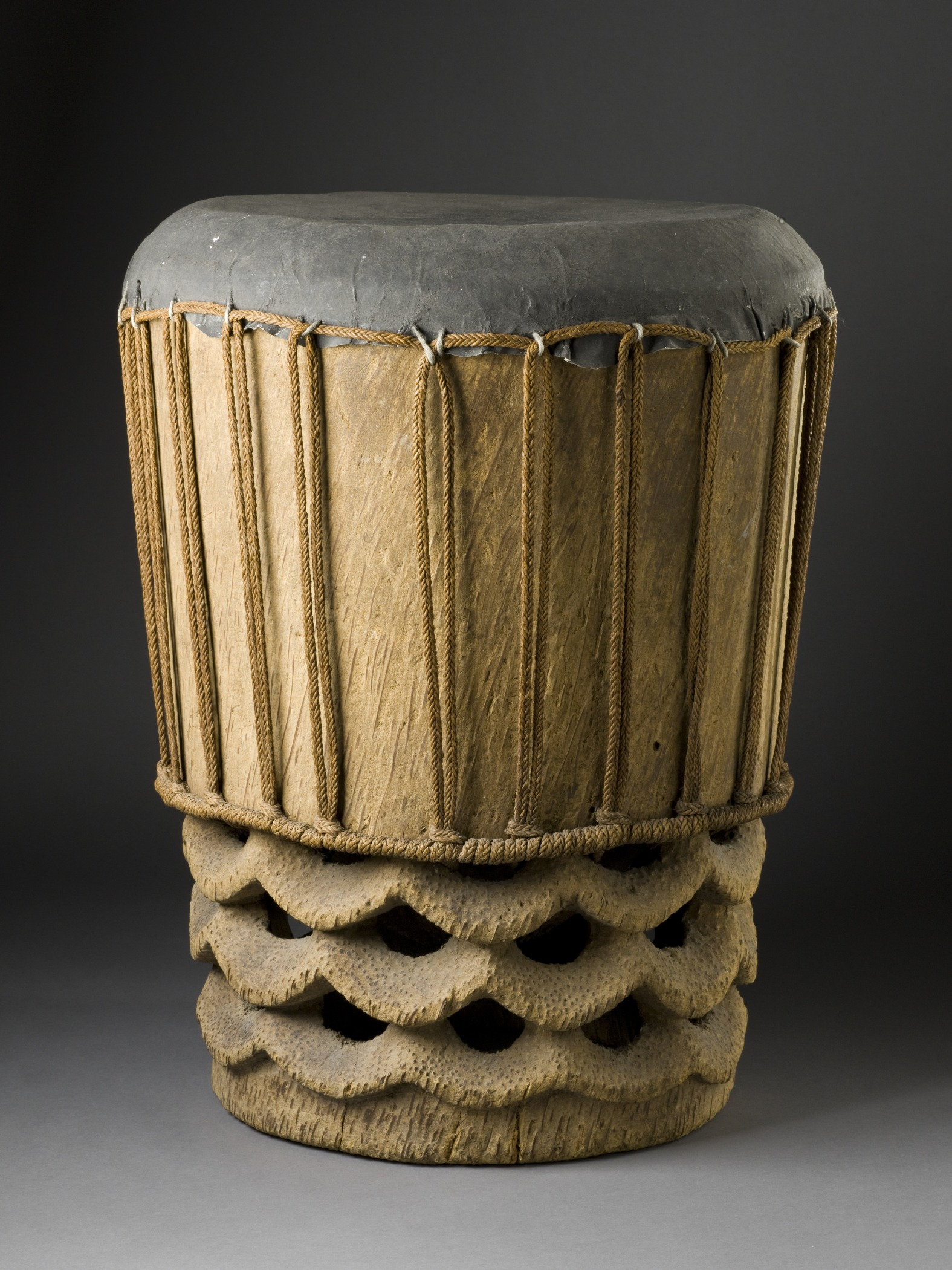
Un pahu d'Hawaï (vers 1778, LACMA).

Le pahu est un ancien tambour sur pied polynésien et hawaïen faisant partie des orchestres traditionnels. 

## Facture
Avec 60 cm de haut et 30 cm de diamètre, son cylindre de bois est taillé dans des troncs de pu'a, tamanu ou mi'o. Il est couvert d'une épaisse peau de requin ou de chien, attachée au moyen de cordelettes.

## Jeu
On en joue debout, l'instrument reposant sur son piédestal intégré, en frappant à l'aide des mains. Il peut tout aussi bien accompagner la danse qu'être joué en ensemble instrumental.
Le pahuto'ere était un grand tambour dont se servaient les prêtres dans les marae. On y distingue les :
- pahu a te ari’i, le tambour du chef ;
- pahu rutu roa, le tambour frappé à l’extrême, réservé aux prêtres ;
- hau pahu nui, le tambour prestigieux de l’Alliance des peuples ma’ohi.

Le pahu tupa'i rima en est une grande version moderne creusée dans un cocotier et recouvert d'une peau de veau.
Le fa'atete en est aussi une version moderne avec un anneau pour attacher la peau, mais il se joue avec deux baguettes de bois tendre.
Le pahu désigne encore un tambour couché moderne appelé tariparau. Il a deux membranes, dont l'une est frappée au moyen d'une mailloche enveloppée d'étoffe, et l'autre est touchée par la main pour amortir le son.